# الإمبراطور جونز
الإمبراطور جونز (The Emperor Jones) ، هي مسرحية مأساوية عام 1920 للكاتب الدرامي الأمريكي يوجين أونيل والتي تروي قصة بروتوس جونز، وهو أمريكي من أصل أفريقي واسع الحيلة وواثق من نفسه وحمال بولمان سابق، والذي قتل رجل أسود آخر في لعبة نرد، تم سجنه ثم هرب لاحقًا إلى جزيرة كاريبية صغيرة متخلفة حيث نصب نفسه إمبراطورًا. تروي المسرحية قصته في ذكريات الماضي بينما يشق بروتوس طريقه عبر الغابة في محاولة للهروب من رعايا سابقين ثاروا .ضده
تُعرف المسرحية في الأصل باسم الرصاصة الفضية، وهي واحدة من الأعمال التجريبية الرئيسية لأونيل، حيث تمزج بين التعبيرية والواقعية، واستخدام راوي غير موثوق به ووجهات نظر متعددة. كان أيضًا تعليقًا غير مباشر على الاحتلال الأمريكي لهايتي بعد التمردات الدموية هناك، وهو عمل إمبريالي تمت إدانته كثيرًا في دوائر أونيل السياسية الراديكالية في نيويورك. يعتمد الإمبراطور جونز على تجربة أونيل الهلوسة في اختراق الغابة أثناء التنقيب عن الذهب في هندوراس في عام 1909، بالإضافة إلى الرئاسة القصيرة والوحشية لفيلبرون غيوم سام الهايتي.
كان الإمبراطور جونز أول نجاح كبير في شباك التذاكر لأونيل. لقد جعله كاتبًا مسرحيًا ناجحًا، بعد أن فاز بجائزة بوليتسر للدراما عن مسرحيته الأولى، وهي مسرحية أقل شهرة بكثير ما وراء الأفق (1920). أُدرج الإمبراطور جونز في أفضل مسرحيات بيرنز مانتل في 1920-1921.

## ملخص
تقص المسرحية عن بروتوس جونز، وهو حمال بولمان أمريكي أسود يهرب إلى جزيرة في جزر الهند الغربية. في غضون عامين، جعل جونز نفسه "إمبراطورًا" للمكان. حاول مواطن إطلاق النار على جونز، لكن البندقية فشلت وبناءً على ذلك، أعلن جونز أنه محمي بسحر وأن الرصاص الفضي هو الوحيد الذي يمكن أن يؤذيه. عندما تبدأ المسرحية، كان إمبراطورًا لفترة طويلة بما يكفي لجمع ثروة من خلال فرض ضرائب باهظة على سكان الجزر وممارسة جميع أنواع الفساد على نطاق واسع. التمرد يختمر. يعمل سكان الجزيرة على زيادة شجاعتهم إلى نقطة القتال من خلال استدعاء الآلهة المحلية وشياطين الغابة. من أعماق الغابة، يتم سماع إيقاع ثابت لطبل كبير يسمعها، مما يزيد من إيقاعها في نهاية المسرحية ويظهر وجود المتمردين الذي يخافه الإمبراطور. وهي تعادل دقات القلب التي تفترض نغمة أعلى وأعلى بينما يقترب فإنه يدل على هاجس الاقتراب من العقاب والارتداد الذري للذنب الداخلي للبطل، يتجول ويتعثر في الغابة، حاضرًا طوال المسرحية برعبها البدائي وسوادها.
المسرحية هي في الواقع مناجاة لشخصيتها الرائدة جونز، في نطاق شكسبير من القوة الملكية إلى أعماق الرعب والجنون ، يمكن مقارنتها بـ لير أو مكبث. المشاهد من 2 إلى 7 من وجهة نظر جونز، ولا تتحدث أي شخصية أخرى. المشاهد الأولى والأخيرة هي في الأساس جهاز تأطير بشخصية تدعى سميثرز، تاجر أبيض يبدو أنه جزء من أنشطة غير قانونية. في المشهد الأول، يتم إخبار سميثرز عن التمرد من قبل امرأة عجوز، ثم تجري محادثة مطولة مع جونز. في المشهد الأخير، تحدث سميثرز مع ليم، زعيم التمرد. لدى سميذرز مشاعر مختلطة تجاه جونز، على الرغم من أنه يحترم جونز بشكل عام أكثر من المتمردين. خلال المشهد الأخير، قُتل جونز برصاصة فضية، وهي الطريقة الوحيدة التي اعتقد المتمردون أن جونز يمكن أن يُقتل، والطريقة التي خطط بها جونز لقتل نفسه إذا تم أسره.

## الشخصيات
- بروتوس جونز، إمبراطور
- سميثرز، تاجر كوكني
- امرأة عجوز من السكان الأصليين
- ليم، زعيم محلي
- جنود أتباع ليم

القليل من المخاوف التي لا شكل لها. جيف. المدانون الزنوج. حرس السجن. المزارعون الدلال العبيد؛ الكونغو الساحرة الطبيب. إله التمساح.

## الإنتاج

### العرض الأول لعام 1920
تم عرض مسرحية الإمبراطور جونز لأول مرة في 1 نوفمبر 1920، من قبل لاعبي بروفينستاون في مسرح بروفينستاون في مدينة نيويورك. كان تشارلز سيدني جيلبين، الرجل البارز المحترم من لاعبي لافاييت من هارلم السود، أول ممثل لعب دور بروتوس جونز على خشبة المسرح. كان هناك بعض الخلاف حول ميل جيلبين لتغيير استخدام أونيل لكلمة "زنجي" إلى زنجي وملون أثناء المسرحية. كان هذا الإنتاج أول نجاح حقيقي لأونيل. كان المسرح الصغير للاعبين أصغر من أن يلبي طلب الجمهور للتذاكر، وتم نقل المسرحية إلى مسرح آخر. تم عرضه لـ 204 عرضًا وكان يتمتع بشعبية كبيرة ، حيث قام بجولة في الولايات المتحدة مع هذا الممثل على مدار العامين المقبلين.

### إحياء عام 1925
على الرغم من أن غيلبين استمر في أداء دور بروتوس جونز في جولة الولايات المتحدة التي أعقبت إغلاق برودواي للمسرحية، فقد اختلف في النهاية مع أونيل. أراد غيلبين أن يزيل أونيل كلمة "زنجي"، التي ظهرت بشكل متكرر في المسرحية لكن الكاتب المسرحي شعر أن استخدامها يتوافق مع نواياه الدرامية وأن استخدام اللغة كان في الواقع على أساس صديق أفريقي، حارس حانة أمريكي على واجهة نيو لندن البحرية التي كانت مكان الشرب المفضل لأونيل في مسقط رأسه. عندما لم يتمكنوا من الوصول إلى المصالحة، استبدل أونيل غيلبين بالشاب ثم غير المعروف بول روبسون، الذي كان قد غنى في السابق فقط على خشبة المسرح. لعب روبسون دور البطولة في إحياء نيويورك عام 1925 (28 عرضًا) ولاحقًا في إنتاج لندن.
لعب Robeson دور البطولة في الإنتاج الصيفي عام 1941 في Ivoryton Playhouse ، Ivoryton ، Ct.

### إحياء عام 1926
تم إحياء العرض مرة أخرى في عام 1926 في مسرح مايفير في مانهاتن مع جيلبين مرة أخرى بطولة جونز وتوجيه العرض أيضًا. يُشار إلى الإنتاج، الذي استمر لـ 61 عرضًا، بالظهور التمثيلي الأول لشاب موس هارت في دور سميثرز.